# Hernán Ferraro
Hernán Josué Ferraro (Buenos Aires, 13 de mayo de 1968) es un exjugador y actual director técnico de voleibol argentino. Como jugador, formó parte de la Selección masculina de voleibol de Argentina, participando en el Campeonato Mundial de Voleibol Masculino de 2002 y los Juegos Olímpicos de Atenas 2004. Tras su retiro como jugador, se dedicó a la dirección técnica, haciéndose cargo de la Selección femenina de voleibol de Argentina entre 2018 y 2022. Con esta selección retornó a los Juegos en Tokio 2020.

## Historia
Como jugador fue campeón en cuatro oportunidades de la Liga de Voleibol Argentina, a la vez que fue consagrado como mejor armador y jugador más valioso en otras dos. Siendo jugador del Rojas Scholem fue convocado para el Campeonato Mundial de Voleibol Masculino de 2002 y luego a los Juegos Olímpicos de Atenas 2004.
Tras su retiro como jugador, en 2009 asumió como entrenador de Rosario para luego hacer lo mismo con Catamarca. En 2013 se convirtió en ayudante de campo de Julio Velasco en la selección mayor masculina, para más tarde también dirigir al seleccionado sub-23. Como asistente de la selección mayor estuvo presente en los Juegos Olímpicos de Río de Janeiro 2016 y el Campeonato Mundial de Voleibol Masculino de 2018. A la par de esta labor, en 2013 comenzó a dirigir al equipo masculino del Club Ciudad de Buenos Aires, con el que logró la Copa ACLAV 2017 y un tercer puesto en la Liga Argentina de Voleibol 2017-18.
En 2018, sin dejar sus labores en el club porteño, fue confirmado por la Federación Argentina de Voleibol como nuevo director técnico de la selección femenina de voleibol, sucediendo a Guillermo Orduna. En los Juegos Panamericanos de 2019 logró con el equipo la medalla de bronce. En 2020, tras lograr la clasificación a los Juegos Olímpicos de Tokio 2020 con la selección, decidió abandonar su puesto en el club Ciudad para dedicarse a tiempo completo al seleccionado nacional. Si bien logró no logró clasificar al Campeonato Mundial de Voleibol Femenino de 2022 a través del Campeonato Sudamericano por acabar en tercera posición, finalmente accedió al torneo a partir de su posición en el ranking mundial de la FIVB. En el mundial el equipo logró pasar a la segunda ronda por primera vez en su historia, para luego terminar entre los dieciséis primeros. Tras el mundial, presentó su renuncia a la selección alegando «razones personales». Meses después volvió a dirigir al club Ciudad de Buenos Aires, con el que en abril de 2023 se consagró campeón por primera vez de la Liga de Voleibol Argentina tras vencer a UPCN Vóley, quien lo había derrotado en las dos finales anteriores.